# Mäense
Mäense – wieś w Estonii, w prowincji Lääne, w gminie Hanila.